# William Albert Noyes, Jr.
William Albert Noyes, Jr. (18.4.1898 - 25.11.1980) là nhà hóa học người Mỹ, đã đoạt Huy chương Priestley và Giải Willard Gibbs.

## Cuộc đời và Sự nghiệp
Ông sinh tại Terre Haute, Indiana, là con của nhà hóa học nổi tiếng William A. Noyes. Họ cũng là 2 cha con duy nhất đều đoạt Huy chương Priestley.
Ông bắt đầu học hóa học ở Grinnell College năm 1914, sau sang học ở Đại học Illinois, nhưng gián đoạn vì gia nhập quân đội Hoa Kỳ trong thế chiến thứ nhất. Năm 1917, ông được đưa sang mặt trận ở Pháp, phục vụ trong ngành truyền tin. Năm 1919 ông giải ngũ, trở về học tiếp và đậu bằng cử nhân ở Grinnell College. Ông sang học tiếp 2 năm ở Đại học Sorbonne (Pháp) và đậu bằng tiến sĩ ở đây, dưới sự hướng dẫn của Henry Le Chatelier.
Trở về Mỹ, ông dạy học và nghiên cứu ở các Đại học Chicago, Đại học Brown, Đại học Rochester và Đại học Texas.
Ông là người tiên phong trong lãnh vực quang hóa học (photochemistry) và đã có trên 200 xuất bản phẩm.

## Gia đình
Ông kết hôn với Sabine Onillon - người bạn gái mà ông gặp ở Paris - trong tháng 6 năm 1921.
Ông qua đời ngày 25.11.1980 tại Austin, Texas.

## Giải thưởng và Vinh dự
- Viện sĩ Viện Hàn lâm Khoa học quốc gia Hoa Kỳ (1943)
- Hội viên Hội Triết học Hoa Kỳ (1947)
- Huy chương Priestley (1954)
- Giải Willard Gibbs (1957)